# Танджиле (префектура)

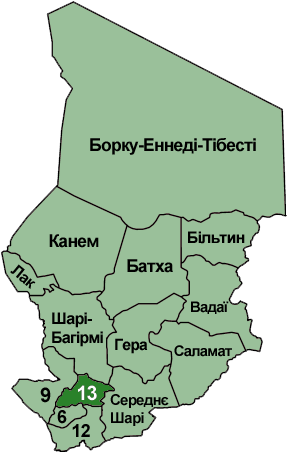
Танджиле серед префектур Чаду.

Танджиле (фр. Tandjilé, араб. تانجلي трансліт. Tānǧilī ) — одна з 14 префектур, на які розподілявся Чад в 1960—2000 роках. У 2002 році префектури були замінені на 18 регіонів, але новий регіон Танджиле був створений цілком в межах колишньої префектури.
Префектура Танджиле знаходилася на південному заході Чаду. На півночі вона межувала з префектурою Шарі-Багірмі, на сході — з префектурою Середнє Шарі, на півдні — з префектурами Західний Логон і Східний Логон, на заході — з префектурою Майо-Кебі.
Площа префектури становила 18 045 км², населення станом на 1993 рік — 453 854 осіб. Столиця — місто Лаї.